# Gonomyia (Idiocerodes) diabarica
Gonomyia (Idiocerodes) diabarica is een tweevleugelige uit de familie steltmuggen (Limoniidae). De soort komt voor in het Palearctisch gebied.